# صدى (جنس)
صَدى (الاسم العلمي: Athene)، جنس طيور من البوم، يحتوي على نوعين إلى خمسة أنواع حية، اعتمادًا على التصنيف. وهي طيور صغيرة ذات بقع بنية وبيضاء وعيون صفراء وحواجب بيضاء. توجد في جميع القارات باستثناء أستراليا والقارة القطبية الجنوبية وإفريقيا جنوب الصحراء.